# Mamun II
Abul-Abbás Ma'mún Ibn Ma'mún (muerto en marzo de 1017), o Ma'mún II, fue el gobernante mamúnida de Corasmia desde 1008 o 1009 hasta su muerte, habiendo sucedido a su hermano Abu al-Hasan Ali en ese puesto. Él era el hijo de Mamun I (Ma'mún Ibn Muhámmad).
La mayor amenaza para el gobierno de Ma'mún llegó en la forma del sultán gaznávida Mahmud de Ghazni. Mahmud veía Corasmia como una provincia estratégicamente importante, ya que le permitiría ampliar el frente contra su mayor enemigo, los Qarajánidas de Transoxiana. Cuando el califa al-Qádir envió a Ma'mún varios premios, entre ellos una patente de investidura para Corasmia (confirmándolo como gobernante independiente) en 1014, Ma'mún se negó a aceptar los premios en su capital, temiendo que aceptar personalmente los símbolos de la independencia causarían la ira Mahmud. En su lugar envió una delegación a aceptar los premios en la estepa. Ma'mún también se casó con la hermana de Mahmud, Hurra-yi Kalji, que anteriormente había estado casada con su hermano, en 1015 o 1016.
A pesar de estos esfuerzos para aplacar a Mahmud, el Gaznávida exigió que Ma'mún citase su nombre en la jutba, en efecto, reconociendo su soberanía. Aunque la nobleza y el ejército se opusieron a dicha medida, Ma'mún no tuvo más remedio que ceder. Estuvo de acuerdo en colocar el nombre de Mahmud en la jutba y cumplir otras exigencias humillantes. En respuesta, el ejército se sublevó y Ma'mún fue asesinado. Los rebeldes colocaron a su sobrino Muhámmad en el trono, pero Mahmud utilizó la muerte de su cuñado como pretexto para anexar Corasmia.
Durante el reinado de Ma'mún varios estudiosos, como al-Biruni, residían en Corasmia, y de hecho una de las demandas de Mahmud al shah fue que varios de ellos le fuesen enviados. Ma'mún también fue responsable de varios proyectos de construcción; un minarete que él mandó construir sigue en pie en Konya-Urgench.
| Predecesor: Abu al-Hasan Ali | Sha 1009-1017 | Sucesor: Muhámmad |